# Sulfovanillin
Sulfovanillin und das chemisch nahe verwandte Sulfobenzaldehyd sind Reagenzien, mit denen man selektiv unterschiedliche Zellstrukturen nachweisen kann. Besonders häufig werden die Reagenzien bei der Bestimmung von Pilzen aus der Ordnung der Täublingsartigen (Russulales) verwendet. Mit ihnen lassen sich in bestimmten Fällen Laticiferen, Pseudo-, Makro- und Gloeozystiden sowie gloeoplere Hyphen anfärben. Besonders bei der Bestimmung von Täublingen und Milchlingen gehört es zu den wichtigsten chemischen Nachweisreaktionen. Die Zellen verfärben sich bei einer positiven Reaktion mit Sulfovanillin mehr oder weniger blau und mit Sulfobenzaldehyd grau bis schwärzlich. Sulfovanillin oder Sulfobenzaldehyd ist chemisch gesehen eine Lösung von Vanillin/Benzaldehyd in mehr oder weniger konzentrierter Schwefelsäure. Meist enthält das fertige Reagenz eine etwa 70%ige Schwefelsäure. Man vermutet, dass das Reagenz mit den in den Zellen vorhandenen Sesquiterpenen reagiert, besonders wenn diese Aldehydfunktionen aufweisen.